# Mobile Suit Gundam: Gundam vs. Z Gundam
Mobile Suit Gundam: Gundam vs. Z Gundam (機動戦士ガンダム ガンダムvs.Ζガンダム) est un jeu vidéo de tir à la première personne développé par Capcom et édité par Bandai en décembre 2004 sur GameCube et PlayStation 2. C'est une adaptation en jeu vidéo de la série basée sur l'anime Mobile Suit Gundam et notamment Mobile Suit Zeta Gundam,,.